# 공항이 없는 나라 목록
다음은 공항이 없는 나라 목록이다.

## 주권국
공항이 없는 주권국 목록은 다음과 같다.
| 국가         |
| ------------ |
| 안도라       |
| 리히텐슈타인 |
| 모나코       |
| 산마리노     |
| 바티칸 시국  |

## 한정 승인 국가
| 국가                    |
| ----------------------- |
| 팔레스타인              |
| 사하라 아랍 민주 공화국 |

## 사실상 국제적 인식이 없는 주권국
- 아르차흐 공화국. Stepanakert에 공항이 있긴 하지만 1992년 이후로 항공 교통 움직임은 없다.
- 남오세티야
- 트란스니스트리아

## 비자치 영토
| 영토        | 주권국   |
| ----------- | -------- |
| 토켈라우    | 뉴질랜드 |
| 핏케언 제도 | 영국     |